# 상쾌한 그대의 기분
〈상쾌한 그대의 기분〉(일본어: さわやかな君の気持ち 사와야카나키미노키모치[*])은 일본의 앨범 ZARD의 34번째 싱글 앨범으로, 2002년 5월 22일 발매되었다. (12cm CD: JBCJ-3001)
B사이드 곡은 두 곡으로 〈끌어안아줘〉(抱きしめていて 다키시메테이테[*]), 〈Seven Rainbow〉이며, A사이드 곡 〈상쾌한 그대의 기분〉과 작사 ·  작곡 ·  편곡자가 모두 동일하다. 싱글 수록곡 모두의 작사는 사카이 이즈미가, 작곡과 편곡은 토쿠나가 아키히토(徳永暁人)가 도맡았다. 덧붙여 A사이드 곡은 카오가 제작한 탈취제 광고의 삽입곡으로 사용되었으며, B사이드의 두 곡은 모두 《두근두근 메모리얼3》의 테마곡이다.
싱글은 오리콘 주간 싱글차트 4위에 올랐으며, 5주간 차트에 머물렀다.

## 수록곡
| #            | 제목                                              | 작사          | 작곡              | 편곡              | 재생 시간 |
| ------------ | ------------------------------------------------- | ------------- | ----------------- | ----------------- | --------- |
| 1.           | 〈〈상쾌한 그대의 기분〉〉 (さわやかな君の気持ち) | 사카이 이즈미 | 토쿠나가 아키히토 | 토쿠나가 아키히토 | 5:02      |
| 2.           | 〈〈끌어안아줘〉〉 (抱きしめていて)               | 사카이 이즈미 | 토쿠나가 아키히토 | 토쿠나가 아키히토 | 4:33      |
| 3.           | 〈〈Seven Rainbow〉〉                             | 사카이 이즈미 | 토쿠나가 아키히토 | 토쿠나가 아키히토 | 4:45      |
| 4.           | 〈〈상쾌한 그대의 기분〉〉 (Instrumental)         |               |                   |                   | 4:59      |
| 총 재생 시간 | 총 재생 시간                                      | 총 재생 시간  | 총 재생 시간      | 총 재생 시간      | 19:19     |